# Церквењак
Церквењак (словен. Cerkvenjak) је насеље и управно средиште истоимене општине Церквењак, која припада Подравској регији у Републици Словенији.
По попису становништва из 2011. године насеље Церквењак имало је 135 становника.